# 死ぬまで生きろ!
「死ぬまで生きろ!」 (LIVE UNTIL YOU DIE!) は、2010年6月30日発売の、 ソウル・フラワー・ユニオンのシングル。

## 解説
「死ぬまで生きろ!」は、スティールパンを使った、カリビアン調のレゲエ・ナンバー。「死亡率100％／生きるとはそういうこと！」と中川敬が歌い上げる人生讃歌。ゲスト・ミュージシャンに、ブラスのBLACK BOTTOM BRASS BAND、パーカッションのヤヒロトモヒロ、フルートの赤木りえらが参加している。
シングルは、この「死ぬまで生きろ!」に、浅川マキを追悼する「かもめ」(寺山修司作詞)、ニューエスト・モデル時代の代表曲「外交不能症」のライヴ音源などが収録されている。

## 収録曲
1. 死ぬまで生きろ!
2. かもめ
3. 殺人狂ルーレット
4. アル・ファジュル
5. 酒と共に去りぬ
6. 夏到来
7. 夕立ちとかくれんぼ
8. 外交不能症
9. 死ぬまで生きろ! ＜インスト＞

## 備考
- M-2 コーラスの上村美保子がヴォーカルをとる浅川マキのカバー
- M-8 ニューエスト・モデルの楽曲
- M-3〜8 は、ライヴ・レコーディング